# Матюшенко Іван Олегович
Іван Олегович Матюшенко (нар. 29 квітня 2003, Житомир, Україна) — український футболіст, півзахисник «Минай».

## Клубна кар'єра
Народився в Житомирі, вихованець місцевого клубу «Фенікс». У ДЮФЛУ виступав за Олімпійський фаховий коледж імені Івана Піддубного (26 матчів, 2 голи) та академію «Дніпра» (32 матчі, 4 голи). Наприкінці лютого 2020 року перейшов до «Дніпра-1». Виступав за юнацьку команду дніпрян, а наприкінці 2020 року дебютував у молодіжному чемпіонаті України. За першу ж команду «Дніпра-1» не зіграв жодного офіційного матчу.
Наприкінці лютого 2023 року вільним агентом перебрався до «Олександрії», де спочатку також виступав за юнацьку команду. У першій команді «городян» дебютував 29 квітня 2023 року в програному (1:2) виїзному поєдинку 23-го туру Прем'єр-ліги України проти криворізького «Кривбасу». Іван вийшов на поле на 82-й хвилині замість Даніла Скорка.

## Кар'єра в збірній
У січні 2019 року на товариському турнірі в Мінську провів 5 поєдинків за юнацьку збірну України (U-17).